# Ōi (tàu tuần dương Nhật)
Ōi (tiếng Nhật: 大井) là một tàu tuần dương hạng nhẹ thuộc lớp Kuma của Hải quân Đế quốc Nhật Bản từng hoạt động trong Chiến tranh Thế giới thứ hai. Tên của nó được đặt theo con sông Ōi tại tỉnh Shizuoka của Nhật Bản.

## Thiết kế và chế tạo
Ōi là chiếc thứ tư trong số năm tàu tuần dương hạng nhẹ thuộc lớp Kuma được chế tạo, và giống như các tàu chị em, nó được dự tính để hoạt động trong cả vai trò tuần tiễu tầm xa tốc độ cao cũng như chỉ huy các hải đội tàu khu trục hay tàu ngầm.
Ōi được đặt lườn ở xưởng tàu của Kawasaki Heavy Industries tại Kobe vào ngày 24 tháng 11 năm 1919. Nó được hạ thủy hạ thủy vào ngày 15 tháng 7 năm 1920 và hoàn tất vào ngày 4 tháng 5 năm 1921. Ōi được đưa ra hoạt động cùng Hải quân Nhật vào ngày10 tháng 10 năm 1921.

## Lịch sử hoạt động

### Các hoạt động ban đầu
Trong những năm 1928- 1931, Ōi hoạt động như một tàu huấn luyện tại Học viện Hải quân Đế quốc Nhật Bản ở Etajima, Hiroshima. Vào thời gian xảy ra sự kiện Thượng Hải, Ōi được bố trí nhiệm vụ tuần tra dọc theo bờ biển Trung Quốc, nhưng sau đó được cho quay về nhiệm vụ huấn luyện từ cuối năm 1933 đến giữa năm 1937. Từ tháng 8 năm 1937, khi cuộc chiến tranh Trung Nhật tiếp tục leo thang, Ōi được bố trí hộ tống các cuộc đổ bộ lực lượng Nhật Bản tại miền Trung Trung Quốc, rồi một lần nữa đảm trách nhiệm vụ huấn luyện từ tháng 12 năm 1937 đến cuối năm 1939.
Vào ngày 25 tháng 8 năm 1941, Ōi quay trở về Maizuru để được cải biến thành một "tàu tuần dương ngư lôi", với mười ống phóng ngư lôi Kiểu 92 bốn nòng (tổng cộng 40 ống) để phóng kiểu ngư lôi Kiểu 93 "Long Lance" 610 mm tầm xa vận hành bằng oxygen, được sắp xếp thành hai dãy năm ống phóng mỗi bên mạn tàu. Việc cải biến này là theo một kế hoạch của Hải quân Nhật về một "Lực lượng Tấn công Đêm" đặc biệt gồm các tàu tuần dương-ngư lôi. Công việc cải biến hoàn tất vào ngày 30 tháng 9 năm 1941, và Ōi cùng với chiếc tàu chị em Kitakami được phân về Hải đội Tuần dương 9 dưới quyền chỉ huy của Chuẩn Đô đốc Fukuji Kishi thuộc Hạm đội 1 Nhật Bản.

### Giai đoạn mở màn Chiến tranh Thái Bình Dương
Vào lúc diễn ra cuộc tấn công Trân Châu Cảng ngày 8 tháng 12 năm 1941, Ōi hộ tống các thiết giáp hạm của Hạm đội Liên Hợp từ nơi thả neo Hashirajima trong vịnh Hiroshima đến quần đảo Bonin rồi quay trở về Nhật Bản.
Ngày 12 tháng 1 năm 1942, Tổng tham mưu trưởng Hải quân Nhật Chuẩn Đô đốc Matome Ugaki thị sát chiếc Ōi, và tỏ ý phản đối kế hoạch sử dụng các tàu tuần dương-ngư lôi mới được tái trang bị, khuyến cáo thay đổi chiến thuật của Hải quân. Trong khi Bộ tham mưu Hải quân Nhật còn đang tranh luận về vấn đề, Ōi được giao nhiệm vụ hộ tống các tàu vận tải di chuyển giữa Hiroshima và Mako thuộc quần đảo Pescadores từ cuối tháng 1 đến giữa tháng 4.
Vào lúc diễn ra trận Midway, ngày 29 tháng 5 năm 1942, Ōi cùng chiếc tàu chị em Kitakami nằm trong Lực lượng của Phó Đô đốc Takasu hộ tống cho Chiến dịch Aleut, và quay trở về Nhật Bản an toàn vào ngày 17 tháng 6 năm 1942.

### Như một tàu vận chuyển binh lính nhanh
Từ tháng 8 đến tháng 9 năm 1942, Ōi và Kitakami được cải biến thành các tàu vận chuyển binh lính nhanh. Số ống phóng ngư lôi bốn nòng của nó được giảm bớt còn sáu bộ với tổng cộng 24 nòng phóng; và nó được trang bị hai xuồng đổ bộ Daihatsu cùng hai pháp pháo phòng không ba nòng Kiểu 96 25 mm. Các đường ray thả mìn sâu cũng được trang bị. Sau khi được cải biến, Kitakami và Ōi nhận lên tàu Lực lượng Đổ bộ Hải quân Đặc biệt Số 4 Maizuiru để vận chuyển đến Truk trong quần đảo Caroline.
Từ cuối tháng 10 cho đến gần hết tháng 12, Ōi vận chuyển binh lính và tiếp liệu từ Truk và Manila đến Rabaul thuộc New Britain và Buin trên đảo Bougainville. Hải đội Tuần dương 9 bị giải thể vào ngày 21 tháng 11 năm 1942, và Ōi được điều trực tiếp về Hạm đội Liên hợp. Ngày 24 tháng 12 năm 1942, Ōi quay trở về Kure để bảo trì.
Từ ngày 12 tháng 1 năm 1943, Ōi và Kitakami tham gia chiến dịch tăng cường cho lực lượng Nhật Bản tại New Guinea. Chúng hộ tống một đoàn tàu vận tải chuyển Sư đoàn Bộ binh 20 từ Pusan đến Wewak thuộc New Guinea ngang qua Palau; và trong tháng 2 hộ tống một đoàn tàu vận tải khác chở Sư đoàn Bộ binh 41 từ Thanh Đảo đến Wewak, cũng ngang qua Palau.
Ngày 15 tháng 3 năm 1943, Ōi được bố trí về Hạm đội Khu vực Tây Nam dưới quyền chỉ huy của Đô đốc Shiro Takasu như một tàu bảo vệ đặt căn cứ ngoài khơi Surabaya. Nó từng hộ tống các đoàn tàu vận tải binh lính từ Surabaya đến Kaimana, New Guinea trong tháng 4 và từ Surabaya đến Ambon và Kaimana trong tháng 5.
Ngày 23 tháng 6 năm 1943, trong khi ở tại Makassar, Ōi, Kitakami, Kinu và Kuma bị các máy bay ném bom hạng nặng Consolidated B-24 Liberator thuộc Phi đội Ném bom 319 của Không lực 5 tấn công. Không có chiếc nào bị trúng bom, nhưng một số phải chịu các thiệt hại nhẹ do những quả bom ném suýt trúng.

### Các hoạt động tại Ấn Độ Dương
Từ cuối tháng 8 năm 1943 đến cuối tháng 1 năm 1944, Ōi và Kitakami thực hiện bốn chuyến đi vận chuyển binh lính từ Singapore và Penang đến quần đảo Andaman và quần đảo Nicobar.
Từ ngày 27 tháng 2 năm 1944, Ōi cùng với tàu chị em Kinu và các tàu khu trục Uranami, Amagiri và Shikinami được giao nhiệm vụ hộ tống các tàu tuần dương hạng nặng Tone, Chikuma và Aoba tiến hành cướp phá thương mại trong khu vực Ấn Độ Dương, nhưng trải qua hầu hết thời gian ở khu vực lân cận Singapore cùng Balikpapan và Tarakan ở Borneo cho đến cuối tháng 4. Trong tháng 5, Ōi chủ yếu thực hiện các hoạt động chở quân giữa Tarakan, Palau và Sorong; và trong tháng 6 nó được bố trí nhiệm vụ tuần tra trong biển Java.
Ngày 6 tháng 7 năm 1944, Ōi rời Surabaya hướng đến Manila. Ngày 19 tháng 7 năm 1944, trong vùng Biển Đông cách Hồng Kông 1.050 km (570 hải lý) về phía nam, Ōi bị chiếc tàu ngầm Mỹ Flasher phát hiện. Ở khoảng cách 1.280 m (1.400 yard), Flasher đã bắn bốn quả ngư lôi phía mũi tàu, và hai quả đã đánh trúng Ōi phía sau mạn trái. Một quả ngư lôi bị tịt ngòi, nhưng quả còn lại phát nổ làm ngập nước phòng máy. Sau đó Flasher tiếp tục bắn bốn quả ngư lôi phía mũi tàu ở khoảng cách 3.200 m (3.500 yard) nhưng tất cả đều bị trượt. Ōi chìm lúc 17 giờ 25 phút với đuôi chìm trước ở tọa độ 13°12′B 114°52′Đ / 13,2°B 114,867°Đ. Tàu khu trục Shikinami đã cứu được Thuyền trưởng Shiba cùng 368 thành viên thủy thủ đoàn, nhưng 153 người khác đã chìm theo con tàu. Thuyền trưởng Đại tá Hải quân Shiba sau này là một trong số các đại biểu của Hải quân Đế quốc Nhật Bản tham gia lễ ký kết văn kiện đầu hàng chính thức trên thiết giáp hạm Missouri trong vịnh Tokyo vào ngày 2 tháng 9 năm 1945.
Ōi được rút khỏi danh sách Đăng bạ Hải quân vào ngày 10 tháng 9 năm 1944.

## Danh sách thuyền trưởng
- Takeshi Maruo: 4 tháng 5 năm 1921 - 10 tháng 11 năm 1922
- Eijiro Hamano: 10 tháng 11 năm 1922 - 1 tháng 12 năm 1923
- Saisuke Hashimoto: 1 tháng 12 năm 1923 - 10 tháng 5 năm 1924
- Shigeru Matsushita: 10 tháng 5 năm 1924 - 1 tháng 12 năm 1924
- Yurikazu Edahara: 1 tháng 12 năm 1924 - 20 tháng 11 năm 1925
- Toraroku Akiyama: 20 tháng 11 năm 1925 - 15 tháng 11 năm 1927
- Masaharu Ebino: 15 tháng 11 năm 1927 - 10 tháng 12 năm 1928
- Soichi Kasuya: 10 tháng 12 năm 1928 - 1 tháng 4 năm 1929
- Eikichi Katagiri: 1 tháng 4 năm 1929 - 30 tháng 11 năm 1929
- Nishizo Tsukahara: 30 tháng 11 năm 1929 - 1 tháng 12 năm 1930
- Shunichi Okada: 1 tháng 12 năm 1930 - 1 tháng 4 năm 1931
- Masaichi Niimi: 1 tháng 4 năm 1931 - 15 tháng 10 năm 1931
- Taiji Ota: 15 tháng 10 năm 1931 - 1 tháng 12 năm 1932
- Teizo Yamanouchi: 1 tháng 12 năm 1932 - 1 tháng 6 năm 1934
- Kumeichi Hiraoka: 1 tháng 6 năm 1934 - 15 tháng 11 năm 1935
- Gisaburo Yamaguchi: 15 tháng 11 năm 1935 - 1 tháng 12 năm 1936
- Kiyohide Shima: 1 tháng 12 năm 1936 - 1 tháng 12 năm 1937
- Yasuo Yasuba: 1 tháng 12 năm 1937 - 10 tháng 1 năm 1939
- Isamu Takeda: 10 tháng 1 năm 1939 - 15 tháng 11 năm 1939
- Senzaburo Tomomura: 15 tháng 11 năm 1939 - 15 tháng 11 năm 1940
- Yoshio Kanemasu: 15 tháng 11 năm 1940 - 1 tháng 9 năm 1941
- Nobue Morishita: 1 tháng 9 năm 1941 - 10 tháng 4 năm 1942
- Moichi Narita: 10 tháng 4 năm 1942 - 3 tháng 10 năm 1942 (chết do nguyên nhân tự nhiên, truy thăng Chuẩn Đô đốc)
- Takeo Nagai: 3 tháng 10 năm 1942 - 24 tháng 12 năm 1942
- Shinshiro Soma: 24 tháng 12 năm 1942 - 23 tháng 7 năm 1943
- Shigezo Kawai: 23 tháng 7 năm 1943 - 12 tháng 2 năm 1944
- Katsuo Shiba: 12 tháng 2 năm 1944 - 19 tháng 7 năm 1944